# Epiblastus torricellensis
Epiblastus torricellensis är en orkidéart som beskrevs av Rudolf Schlechter. Epiblastus torricellensis ingår i släktet Epiblastus och familjen orkidéer. Inga underarter finns listade i Catalogue of Life.